# Ramón Tatís
Ramón Francisco Tatis Medrano (nacido el 2 de mayo de 1973 en Montecristi) es un ex  lanzador dominicano que jugó en las Grandes Ligas de Béisbol. Fue firmado por los Mets de Nueva York como amateur en 1990 y jugó alrededor de dos temporadas en las mayores, en 1997 y 1998. También jugó en Japón para Nippon Ham Fighters en el 2000.